# Schönhof (Waischenfeld)
Schönhof ist ein Gemeindeteil der Stadt Waischenfeld im Landkreis Bayreuth (Oberfranken, Bayern). Schönhof liegt in der Gemarkung Eichenbirkig.

## Geografie
Die Einöde Schönhof liegt im zentralen Teil der Fränkischen Schweiz und auf einer Hochebene, die nordwestlich vom Wiesenttal und südöstlich vom Ailsbachtal begrenzt wird. Die Einöde ist etwa einen Kilometer von der Wiesent im Nordwesten und zwei Kilometer vom Ailsbach im Südosten entfernt. Die Nachbarorte sind Heroldsberg-Tal und Pulvermühle im Norden, Langenloh im Nordosten, Fuchshof und Rabenstein im Osten, Oberailsfeld und die Oberailsfelder Mühle im Südosten, Eichenbirkig im Süden, Köttweinsdorf im Südwesten und Rabeneck im Westen. Die Einöde ist von dem zweieinhalb Kilometer entfernten Waischenfeld aus über die Staatsstraße 2191 und dann über eine Gemeindeverbindungsstraße erreichbar, die zwischen Heroldsberg-Tal und Rabeneck von der Staatsstraße abzweigt.

## Geschichte
Schönhof gehörte ursprünglich zur Gemeinde Rabeneck im Landkreis Pegnitz. 1961 hatte Schönhof 17 Einwohner und bestand aus zwei Wohngebäuden. Am 1. Juli 1972 wurde Schönhof im Zuge der Gebietsreform in Bayern zu einem Gemeindeteil der Stadt Waischenfeld. Mittlerweile ist die Einöde mit dem Ortsgebiet von Eichenbirkig zusammengewachsen.

## Baudenkmäler
Einziges Baudenkmal ist ein eingeschossiges Wohnstallhaus mit Halbwalmdach aus den 20er Jahren des 18. Jahrhunderts.

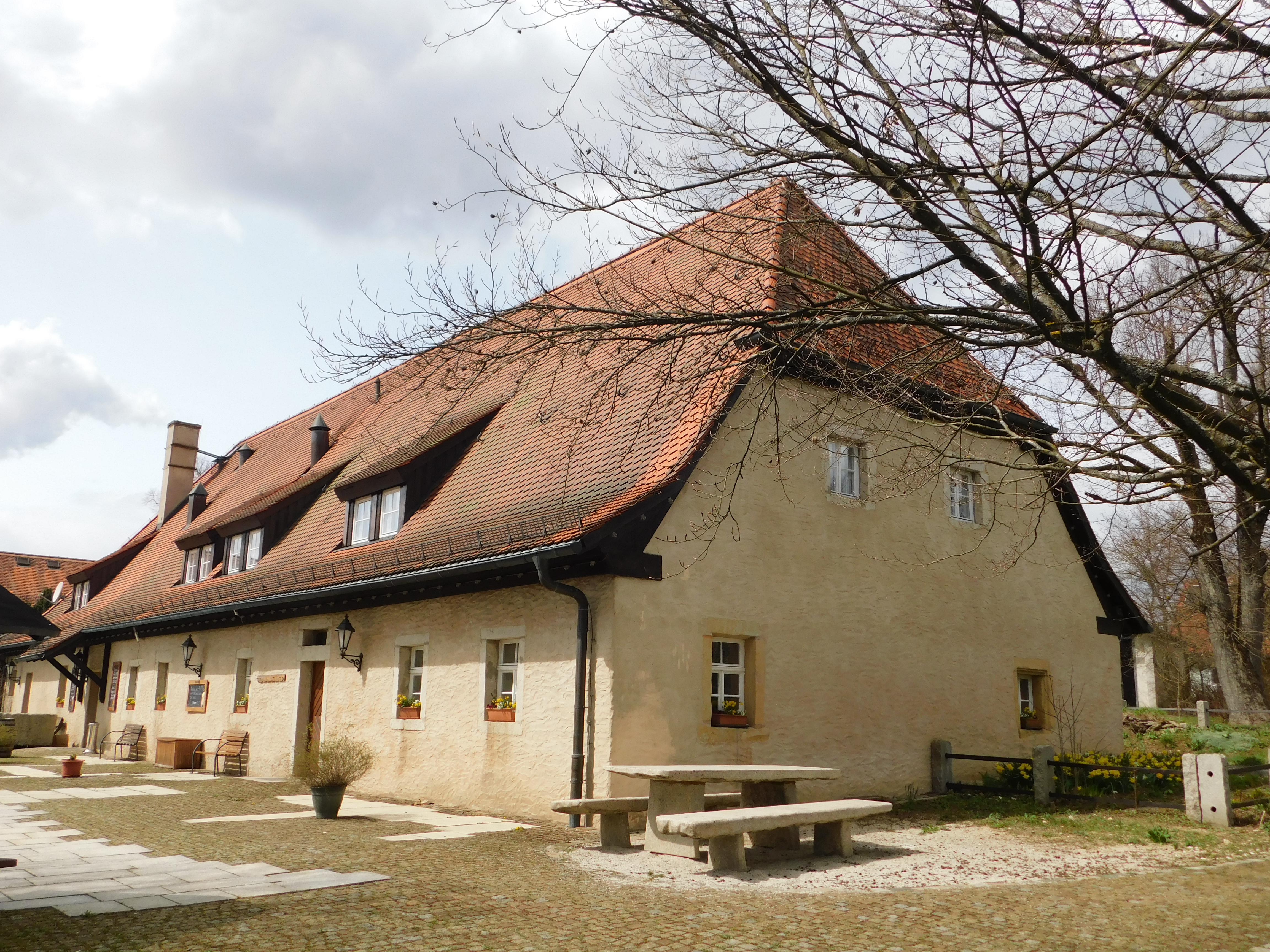
Seitliche Ansicht des Wohnstallhauses
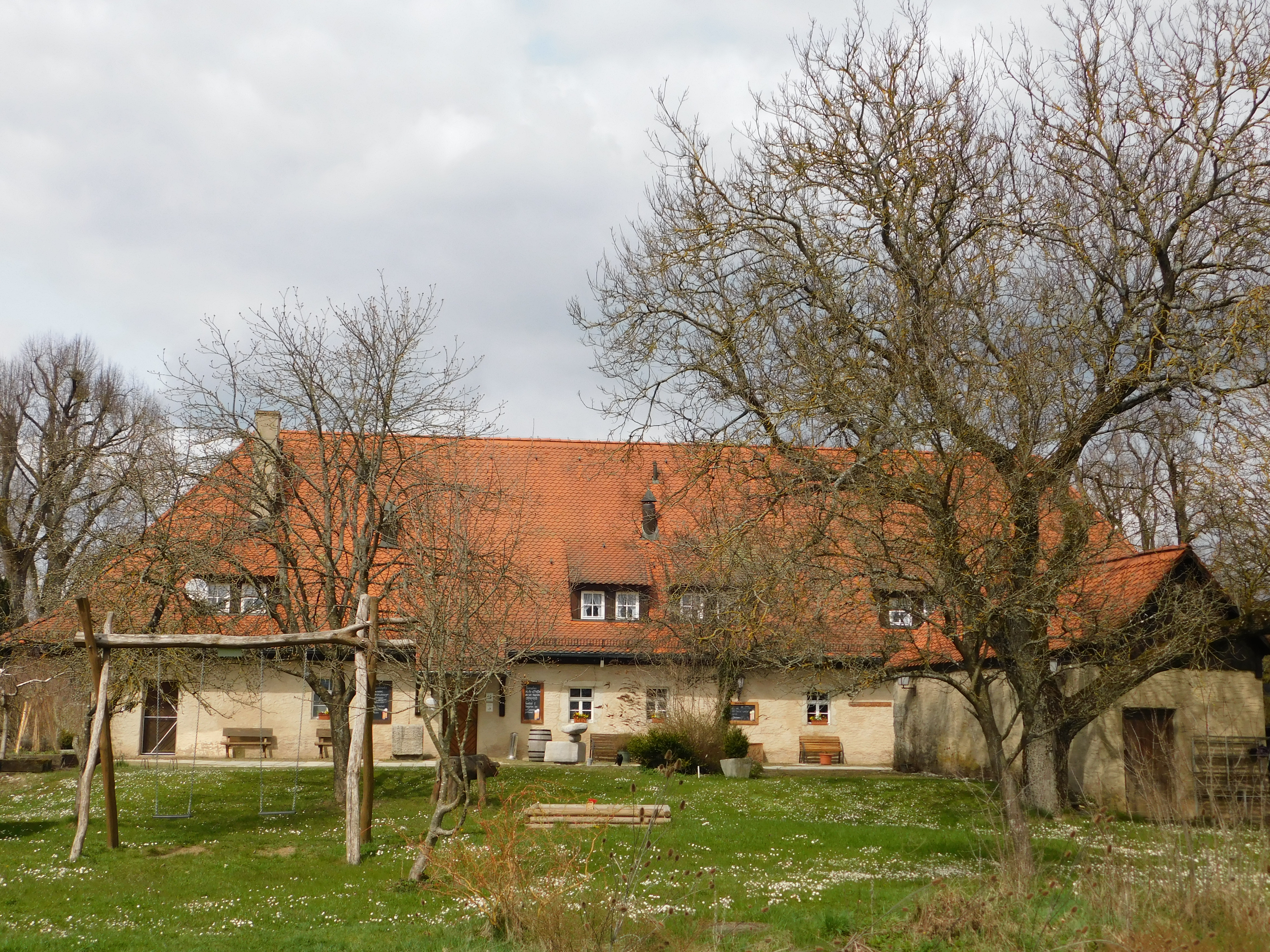
Frontalansicht des Wohnstallhauses